# جان شاو بیلینگز

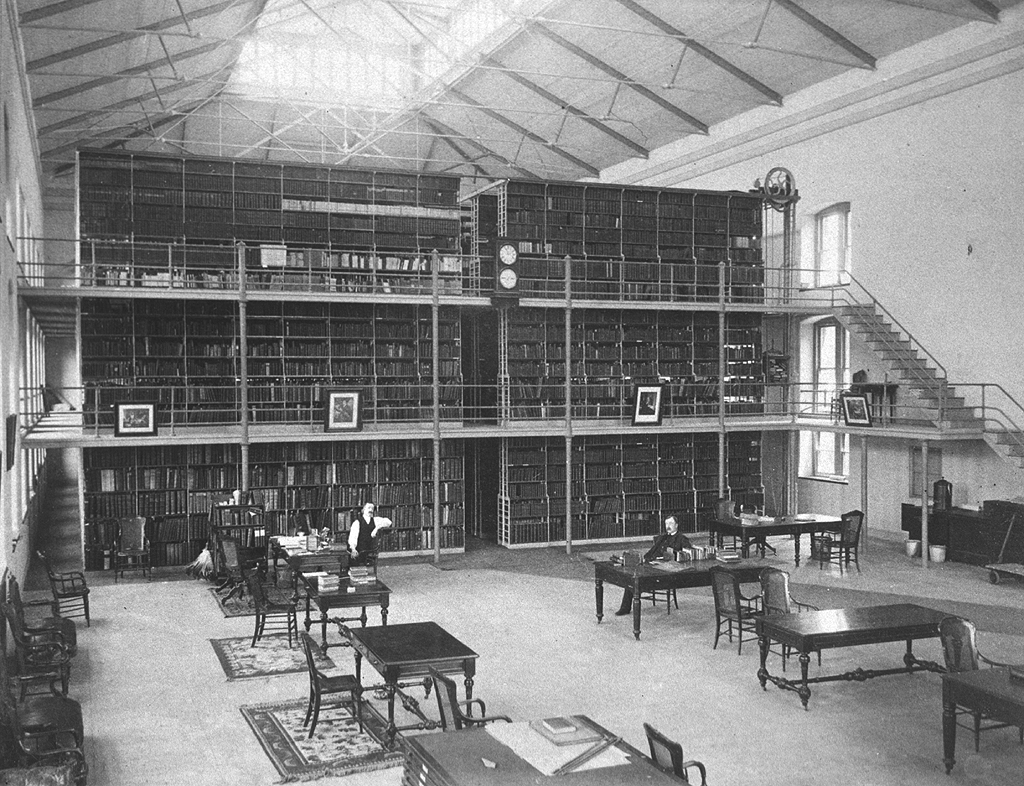
کتابخانه جراح عمومی توسط جان شاو بیلینگز ساخته شده‌است

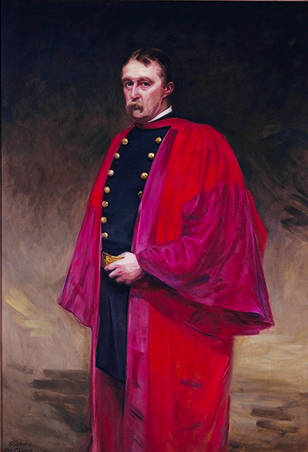
پرتره در کتابخانه ملی پزشکی توسط سسیلیا بوکس ۱۸۹۵

جان شاو بیلینگز (به انگلیسی: John Shaw Billings) (۱۲ آوریل ۱۸۳۸–۱۱ مارس ۱۹۱۳) کتابدار، طراح ساختمان و جراح آمریکایی بود. با این حال، وی بیشتر به عنوان مدرن‌ساز دفتر کتابخانه جراحی ارتش شناخته می‌شود. کار او با اندرو کارنگی منجر به توسعه و خدمت به عنوان اولین مدیر کتابخانه عمومی نیویورک شد. بیلینگز بر ساختمان کتابخانه جراحی عمومی، که اولین کتابخانه جامع پزشکی در کشور آمریکا بود، نظارت داشت. به دلیل رویکرد خود در زمینه بهبود بهداشت عمومی و بیمارستان‌ها، بیلینگز ریاست بخش آمار حیاتی دفتر سرشماری ایالات متحده را بر عهده داشت و بر جمع‌آوری آماری سرشماری نظارت داشت. بیلینگز با رابرت فلچر، Index Medicus، راهنمای ماهانه پزشکی معاصر را که به مدت ۱۶ ماه تا زمان بازنشستگی در موزه پزشکی و کتابخانه ادامه داشت، تهیه کرد. در اواخر کار خود با ارتش، بیلینگ به وزیر خزانه‌داری ایالات متحده در تنظیم سازمان بیمارستان‌های نظامی کمک کرد. با اعتبار روزافزون خود در زمینه پزشکی، بیلینگ همچنین بر کارهای انجام شده برای کمک به کسانی که با تب زرد مبارزه می‌کنند، نظارت داشت. وی همچنین به عنوان مشاور پزشکی بیمارستان جان هاپکینز، گزارش‌های تألیف در مورد معیارهای برنامه‌های درسی پزشکی و پرستاری و طراحی بیمارستان خدمت کرد. اگرچه نام او در «چهار بزرگ» مشهور در هاپکینز موجود نیست، اما بیلینگز با استفاده از معماری، زیرساخت‌ها و برنامه درسی بیمارستان جانز هاپکینز، کمک بزرگی به دانشکده پزشکی جانز هاپکینز کرد.

## زندگی‌نامه

### اوایل زندگی
جان شاو بیلینگز در ۱۲ آوریل ۱۸۳۸ در آلنسویل، شهرستان سوئیس، ایندیانا متولد شد. در یک قرن قبل، خانواده پدرش پس از ترک انگلیس در سال ۱۶۵۴ به سیراکیوس، نیویورک نقل مکان کردند. پدرش در ساراتوگا، نیویورک به دنیا آمد و از بستگان ویلیام بیلینگ بود. مادر بیلینگ، ابی شاو بیلینگز، در رایهام، ماساچوست متولد شد. در سال ۱۸۴۳، خانواده بیلینگز به رود آیلند نقل مکان کردند و بعداً به دلیل جابجایی پدر به عنوان مدیر پست، به آلنسویل، ایندیانا بازگشتند. در دوران کودکی، بیلینگز در پراویدنس، رود آیلند و ایندیانا تحصیل کرد. او عشق مادرش به مطالعه را به ارث برد و زبان‌های لاتین و یونانی را آموخت. به دلیل علاقه به یادگیری و تحصیل در سال ۱۸۵۲، در سن چهارده سالگی، بیلینگز وارد دانشگاه میامی در آکسفورد، اوهایو شد. در طول پنج سال حضور در این دانشگاه، او بیشتر وقت خود را به مطالعه در کتابخانه می‌گذراند. در سال ۱۸۵۷، بیلینگ از دانشگاه میامی در رشته خود فارغ‌التحصیل شد و یک سال بعد در کالج پزشکی سین سیناتی اوهایو، (امروز کالج پزشکی دانشگاه سین سیناتی) پذیرفته شد. بیلینگ در سال ۱۸۶۰ مدرک پزشکی خود را دریافت کرد. پایان‌نامه وی در مورد «درمان جراحی صرع» از طرف دانشکده جلب توجه کرد زیرا نشانه‌های دقیقی از تحقیقات و عملیات انجام شده در آن زمان را ارائه می‌داد.

### حرفه پزشکی جنگ داخلی
با استقرار در سینسیناتی، بیلینگز تصمیم به ادامه عمل جراحی گرفت. وی با امید به بهبود خدمات بیمارستانی در جبهه‌های جنگ، به عنوان متخصص آناتومی در کالج پزشکی سینسیناتی شناخته شد. با این حال، در سال ۱۸۶۱، وی پیشنهاد دستیاری جراح را رد کرد. در عوض در سال ۱۸۶۱، بیلینگز برای آزمون ارتش منظم شرکت کرد. با این حال، هیچ جای خالی در ارتش در دسترس نبود، بنابراین وی به عنوان دستیار جراح در بیمارستان اتحادیه در جرج‌تاون منصوب شد. یک سال پس از آن، در ۱۶ آوریل، بیلینگ به عنوان ستوان درجه یک مأمور شد و پس از انتقال مجدد عملیات بیمارستان یونیون به کلیفبورن، مسئولیت توسعه بیمارستان کلیفبورن را در جرج تاون بر عهده گرفت. در اوت همان سال، وی به بیمارستان عمومی Satterlee، بیمارستان جدیدی در غرب فیلادلفیا منتقل شد. پس از چندین ماه خدمت به عنوان افسر اجرایی در بیمارستان، در مارس ۱۸۶۳ به ارتش پوتوماک هدایت شد و به یگان پیاده‌نظام یازدهم به لشکر سایکس مید سپاه منصوب شد.

### حرفه پزشکی پس از جنگ داخلی
پس از جنگ داخلی، بیلینگز از حدود سال ۱۸۶۷ تا ۱۸۹۵ هدایت کتابخانه جراحی ارتش را بر عهده گرفت. در این مدت، بیلینگز کتابخانه را از ۲۳۰۰ جلد به ۱۲۴۰۰۰ جلد رساند و آن را به بزرگ‌ترین کتابخانه پزشکی در قاره آمریکا تبدیل کرد. هنگامی که بیلینگز کتابخانه را راه‌اندازی کرد، محتوای آن در درجه اول توسط نویسنده و در مرحله دوم توسط موضوع طراحی شده بود. بیلینگز کاتالوگ را با فهرست نویسنده و موضوع دوباره طراحی کرد. با این حال، فهرست او نمی‌توانست پاسخگوی مطالبات افزایش یافته باشد، بنابراین او یک سیستم نمایه‌سازی جداگانه برای نشریات پزشکی ایجاد کرد که به عنوان Index Medicus معروف شد.
بیلینگز بر جمع‌آوری و جدول‌بندی آمارهای حیاتی سرشماری‌های ۱۸۸۰ و ۱۸۹۰ ایالات متحده نظارت داشت. وی هنگام معرفی سیستم کارت پانچ محاسبه آمار حیاتی با روش‌های الکترو مکانیکی، که پس از آن در سرشماری سال ۱۸۹۰ اجرا شد، نقش مهمی ایفا کرد.
وی پس از ترک دفتر جراح عمومی، کتابخانه‌های نیویورک را یکپارچه کرد و از سال ۱۸۹۶ تا ۱۹۱۳ کتابخانه عمومی نیویورک را راه‌اندازی کرد. سیستم کارت پانچ که او در سرشماری‌های ایالات متحده معرفی کرد، بیشتر در ساخت کتابخانه عمومی نیویورک مورد استفاده قرار گرفت. این بیلینگز بود که به اندرو کارنگی الهام بخشید تا ۵ میلیون دلار برای ساخت شصت و پنج کتابخانه شعبه اصلی در سراسر نیویورک و ۲۵۰۹ کتابخانه در شهرها و شهرهای آمریکای شمالی و انگلیس فراهم کند. در طول ساخت کتابخانه، بیلینگز فهرست‌بندی مجدد آثار را از بنیادهای Lenox , Tilden و Astor که برای تشکیل کتابخانه در سال ۱۸۹۵ مورد استفاده قرار گرفت، انجام داد. بیلینگز همچنین مرد جوانی به نام هری میلر لیدنبرگ را استخدام کرد تا به عنوان دستیار شخصی و مدیریت مرجع وی کار کند. لیدنبرگ اقدامات جمع‌آوری بیلینگز را گسترش داد و سرانجام از سال ۱۹۳۴ تا ۱۹۴۱ به عنوان مدیر NYPL خدمت کرد.
بیلینگ سردبیر ارشد کتاب‌هایی بود که گزارش کار کمیته پنجاه نفره برای بررسی مسئله مشروبات الکلی در اوایل دهه ۱۹۰۰ را ارائه دادند. این کمیته دربارهٔ فعالیتها و انتشارات بخش آموزش اعتدال علمی اتحادیه اعتدال مسیحیان زن (WCTU) تحقیق کرد.

## وابستگی به دانشگاه جان هاپکینز

### بررسی اجمالی
درگیری بیلینگ با دانشگاه جانر هاپکینز از اواخر دهه ۱۸۷۰ با آغاز برنامه‌های وی برای بیمارستان آغاز شد و در سال ۱۸۸۹ با رد سمت سرپرست بیمارستان پایان یافت.

### معماری بیمارستان

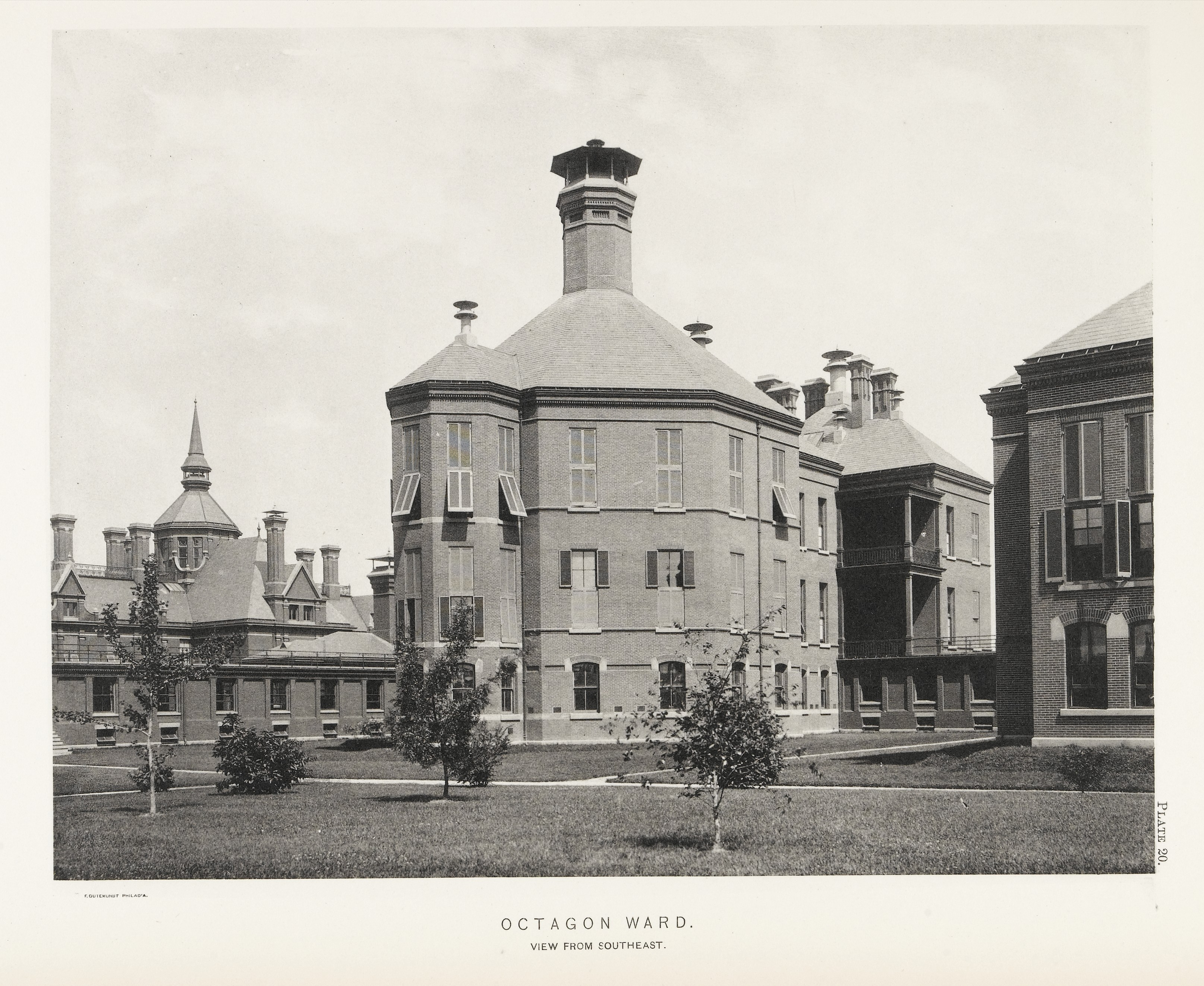
نمای خارجی بخش هشت ضلعی بیمارستان جان هاپکینز. این یکی از طرح‌های اصلی بیمارستان در بیلینگز بود.

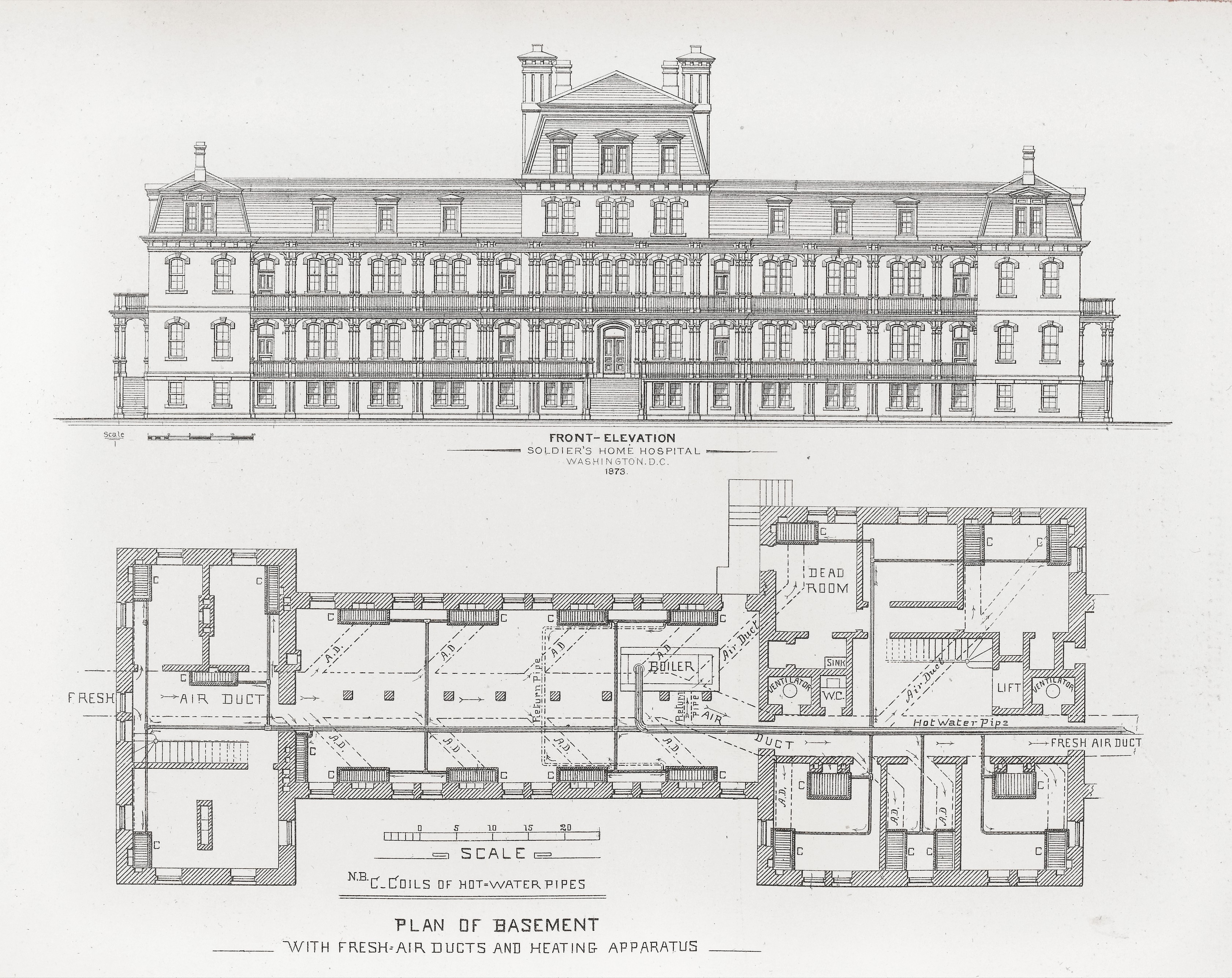
نقشه‌های معماری جان شاو بیلینگز در بیمارستان خانگی سرباز در واشینگتن دی سی شامل طرحی بود که از یک زیرزمین با کانال‌های هوای تازه و یک دستگاه گرمایشی استفاده می‌کرد. این مورد در طرح‌های وی در بیمارستان جان هاپکینز گنجانیده شد.

بیلینگ به دلیل کار در برنامه‌ریزی ساخت بیمارستان دانشگاه جانز هاپکینز مشهور است. وی با طراحی ساختمانهای اصلی بیمارستان جانز هاپکینز که در سال ۱۸۸۹ افتتاح شد و همچنین جستجوی ملی و بین‌المللی برای یافتن دانشکده ابتدایی برای دانشگاه جان هاپکینز اعتبار دارد. وی طرح‌های سازمان و ساخت بیمارستان را در سال ۱۸۷۳ تهیه کرد و همچنین طرح غرفه ساخت و ساز را پیشنهاد داد، که به زودی به طرحی مورد استفاده در سراسر کشور تبدیل شد. طراحی بیمارستان با الهام از سفرهای بیلینگز به چندین بیمارستان در سراسر اروپا انجام شد. او ایده‌های اروپایی در مورد تهویه را در نظر گرفت و آنها را در محیط بیمارستان به کار برد، که با توجه به متغیر بودن هوا در بالتیمور، عامل مهمی بود که باید در نظر گرفت. علاوه بر این، بیلینگز به‌طور عمدی سیم کشی برق را در برنامه‌های خود قرار داد و این ظرفیت‌های طراحی را برجسته می‌کند. به دلیل کمک‌های وی است که بعداً بنایی با گنبد مارک تجاری بیمارستان برای بیلینگز نامگذاری شد.

### زیرساخت بیمارستان
بیلینگز در زیرساخت‌های بیمارستان نقش داشت، زیرا او گزارش‌های زیادی در مورد آموزش کارکنان بیمارستان و سازمان مدیریت بیمارستان نوشت. او اهمیت انتخاب افرادی را که در بیمارستان کار می‌کنند درک کرد. با استخدام افراد مناسب، بیلینگ معتقد بود که می‌توان از بسیاری از خطاهای پزشکی جلوگیری کرد و در نتیجه کارایی بیمارستان بهبود می‌یابد. ویلیام هنری ولش یکی از این افراد بود که وی را برای استخدام به دانیل کویت گیلمن توصیه کرد.

### برنامه درسی دانشکده پزشکی دانشگاه جانر هاپکینز
بیلینگ به عنوان مشاور اصلی گیلمن، مسئول مهندسی و اجرای زیرساخت‌های آموزشی اولیه دانشکده پزشکی جانز هاپکینز، فعالیت می‌کرد. در یک دوره زمانی که انبوهی از دانشجویان برای پزشک شدن آموزش می‌دیدند، بیلینگز تصمیماتی را اتخاذ کرد تا از کیفیت دانشجویان ورودی و فارغ‌التحصیل دانشکده پزشکی اطمینان حاصل کند. برای رسیدن به این هدف، بیلینگز با نیاز به مدرک لیسانس شرایط ورود به این دانشکده را سخت‌تر کرد. علاوه بر این، وی پیشنهاد داد که برنامه درسی، یک برنامه چهار ساله باشد که متشکل از دوره‌های کوچک باشد.
برنامه‌های درسی پزشکی بیلینگز و تقسیم دانشکده‌ها به بخش‌های مبتنی بر تخصص، پایه و اساس احیای مجدد دانشکده‌های پزشکی مدرن در ایالات متحده را ایجاد کرد. صندلی‌های دپارتمان دانشکده پزشکی به‌طور مشترک رئیس خدمات بیمارستان هاپکینز بودند و به هر دو سازمان امکان می‌دادند از تخصص خود بهره‌مند شوند. بیلینگ همچنین در تعیین فلسفه، ساختار، سازمان و اعضای هیئت علمی دانشکده پزشکی جانز هاپکینز نقش بسزایی داشت.
بیلینگز، با دانستن پتانسیل تحقیق در مورد بیماری‌ها و همچنین توانایی برای درمان مؤثر آنها، بر موقعیت منحصر به فرد دانشکده پزشکی هاپکینز در بالتیمور تأکید کرد. بنابراین بیلینگز خواستار آزمایشگاه‌های بالینی در دانشکده پزشکی شد، ایده ای که از دیگر موسسات معتبر مانند هاروارد و مدارس در میشیگان و پنسیلوانیا الهام گرفته شده‌است.

## مشارکت‌های علمی

### خدمات بهداشت عمومی
در طول سال‌های ۱۸۶۹ تا ۱۸۷۴، بیلینگ توسط وزیر خزانه داری منصوب شد تا شرایط بهداشتی خدمات بیمارستان دریایی را بررسی و گزارش کند. با این انتصاب، بیلینگز برای بازرسی و ارائه توصیه‌هایی برای بهبود سیاست‌های بهداشتی بیمارستان‌ها، مجبور شد به سراسر ایالات متحده سفر کند. مطابق با توصیه‌های بیلینگز، وزیر خزانه‌داری با بیان اینکه «وضعیت بیمارستان‌های دریایی طی سال گذشته بهبود یافته‌است، مشارکت‌های بیلینگ را در بهبود بیمارستان‌ها تأیید کرد. … سهم اصلی او در خدمات بیمارستان این بود که توانست روشهای سازمان را از دست سیاسی خارج کرده و آنها را با کسانی که دارای روشهای سازماندهی نظامی بودند پیوند دهد.» این سرویس به عنوان خدمات بهداشت عمومی شناخته شد، این شاخه از دولت است که با کادر پزشکی ارتش و نیروی دریایی برای پیشگیری بیشتر پزشکی پیشگیری کار می‌کند.

### تب زرد
در سال ۱۸۷۹ بیلینگ با دکتر چارلز اف. فولسوم، سرهنگ جورج ای. وارینگ، جونیور و سایر اعضای شورای ملی بهداشت از شهروندان ممفیس، تنسی نظرسنجی کرد تا اطلاعات مربوط به شیوع تب زرد در شهر را جمع‌آوری کند. روزنامه‌های محلی به دلیل کاهش موارد تب زرد پس از مراجعه وی، از توصیه‌های وی به اعضای هیئت مدیره شهر در مورد سیاست‌های بهداشتی «مقوی معجزه آسا» نام بردند. بیلینگز جزئیات یافته‌های خود در مورد این بیماری را در مقاله خود در International Review در ژانویه ۱۸۸۰ منتشر کرد. وی در مقاله خود، علت این بیماری را «یک ارگانیسم دقیقه ای تا حدی مانند گیاه مخمر، یا ممکن است محصول یک ارگانیسم مانند الکل» باشد. علاوه بر جزئیات علت احتمالی بیماری، بیلینگز همچنین در مورد مشاهداتی که در مورد بیماران دیده بود، نوشت. این مشاهدات شامل بیماری، علائم جسمی و احتمال انتقال آن در مناطقی بود که مردم آنها مبتلا شده بودند. او در مقاله خود توضیح می‌دهد که: «تب زرد نمی‌تواند به جایی برود مگر اینکه آن را بکشد»، که به عنوان تئوری اولیه انتشار تب زرد توسط پشه‌ها عمل می‌کند.

## دستاوردهای قابل توجه

### مشارکت در کتابخانه ملی پزشکی
بیلینگز که یک جراح ارشد در جنگ بود، دفتر کتابخانه جراح عمومی (کتابخانه ملی پزشکی فعلی) را که مرکز سیستم‌های اطلاعات پزشکی مدرن است، ساخت. به عنوان دستیار او در دفتر آمار، توسعه یافته هرمان هولریث بود. این منشأ سیستم کارت پانچ رایانه‌ای بود که تا دهه ۱۹۷۰ بر دستکاری داده‌های آماری مسلط بود. کارت‌های پانچ برای اولین بار هنگامی که بیلینگ به عنوان سرپرست سرشماری یازدهم (۱۸۹۰) فعالیت می‌کرد، مورد استفاده قرار گرفت و به سرعت توسط دفاتر سرشماری، شرکت‌های بیمه و شرکت‌های بزرگ در سراسر جهان سازگار شد. هنگامی که متوجه شد یک کتابخانه وجود ندارد که منابع لازم برای تحقیقاتش را داشته باشد، هنگامی که روی تز دکترای خود کار می‌کرد ایده این کتابخانه به ذهنش خطور کرد. برای رفع این مشکل، John Shaw Billings مجموعه ای ساخت و همچنین فهرست-فهرست‌ها را ایجاد کرد. در زمان بازنشستگی بیلینگ از ارتش، او قبلاً ۱۱۶٬۸۴۷ کتاب و ۱۹۱٬۵۹۸ جزوه را برای کتابخانه جمع‌آوری کرده بود. این مجموعه کتابخانه ملی پزشکی را تشکیل داده و از آن زمان تاکنون گسترش یافته‌است.

### ساختمان‌سازی بیلینگ
بیلینگ از زمان جنگ داخلی به تخصص خود در ساخت بیمارستان مشهور بود. او نقش بسزایی در طراحی بیمارستان جان هاپکینز، ساخت نقشه‌ها و کامل‌کردن طرح برای آموزش عالی داشت. بیلینگ همچنین به برنامه‌ریزی برای ساخت شش مؤسسه دیگر، از جمله بیمارستان دیگری کمک کرد. وی بخاطر کمک‌هایش در ارتش ایالات متحده شناخته شده‌است. سازمان‌دهی موفق وی در بیمارستان‌های ارتش، وی را برای ادامه کار در برنامه‌ریزی بیمارستان آماده کرد. با وجود تغییرات زیادی از زمان افتتاح در سال ۱۸۸۹، ورودی اصلی بیمارستان جانز هاپکینز به همان صورت باقی مانده‌است و به عنوان ساختمان بیلینگز شناخته می‌شود.

### شاهکارهای دیگر
- در سال ۱۸۹ بورسیه افتخاری کالج سلطنتی جراحان در ایرلند را دریافت کرد.[۱۷]
- در سال ۱۸۹۹ به عنوان عضوی از انجمن عتیقه جویی انتخاب شد.[۱۸]
- در سال ۱۹۱۲ به عنوان همیار آکادمی هنر و علوم آمریکا انتخاب شد.

## زندگی شخصی
بیلینگز در ۳ سپتامبر ۱۸۶۲ در کلیسای سنت جان، جورج تاون (واشینگتن دی سی) با کیت ام استیونز ازدواج کرد. آنها پنج فرزند داشتند. همسرش در ۱۹ اوت ۱۹۱۲ درگذشت، که ضربه بزرگی به بیلینگز وارد شد. در طی چندین سال آخر زندگی خود، در سال ۱۸۹۰ به سرطان لب مبتلا شد و باعث شد وی به دلیل سرطان و عمل برداشتن مثانه صفراوی تحت عمل جراحی قرار گیرد. در ۱۱ مارس ۱۹۱۳، بیلینگز پس از عمل جراحی در سن ۷۴ سالگی در شهر نیویورک بر اثر ذات الریه درگذشت. وی با افتخارات و مراسم نظامی در گورستان ملی آرلینگتون به خاک سپرده شد.
پرتره وی، توسط سیسیلیا بوکس نقاشی شده‌است که در سالن مطالعه اصلی کتابخانه ملی پزشکی ایالات متحده، جایی که چندین مجموعه از مقالات وی در آن قرار دارد، آویزان است.

## آثار
از میان نشریات او عبارتند از:
- Billings, John (1884). The principles of ventilation and heating, and their practical application (PDF). New York: The Sanitary engineer. OL 20621328M. (NLM) 63110980R.
- Mortality and Vital Statistics of the United States (1885)
- Medical Museums" (1888) Online در گوگل بوکس[۲۶]
- National Medical Dictionary (Two volumes, 1889)
- Billings, John (1890). Description of the Johns Hopkins Hospital. Baltimore: [Press of I. Friedenwald]. (NLM) 68110400R.
- Social Statistics of Cities (Six volumes, for the Eleventh Census)
- Billings, John (June 17, 1902). Some Library Problems of To-Morrow. American Library Association.
- Physiological Aspects of the Liquor Problem (1903)